# Tibby Cotter
 (janvier 2021).
Si vous disposez d'ouvrages ou d'articles de référence ou si vous connaissez des sites web de qualité traitant du thème abordé ici, merci de compléter l'article en donnant les références utiles à sa vérifiabilité et en les liant à la section « Notes et références ».
Albert Cotter (né le 3 décembre 1884, décédé le 31 octobre 1917), communément appelé Tibby Cotter, était un joueur de cricket australien. Il fut l'un des meilleurs fast bowlers de la première décennie du XXe siècle. Il a disputé son premier test avec l'équipe d'Australie en 1904. Il fut tué au combat en 1917.

## Carrière
Tibby Cotter fait ses débuts en first-class cricket en 1901 avec l'équipe de Nouvelle-Galles du Sud. Il débute en sélection pour le quatrième test des Ashes en 1904. Lors du test suivant, il réussit à prendre 8 wickets pour 65 runs, menant l'équipe d'Australie à la victoire. Sélectionné pour la tournée de 1905 en Angleterre, il y prend 121 wickets à une moyenne de 20,19. Il réalisera de bonnes performances en Test cricket jusqu'à la série de tests face à l'équipe d'Angleterre en 1911-12, marquée par les dissensions entre les joueurs et l'Australian Board of Control, et au cours de laquelle il est moins décisif. Il fait partie des six joueurs qui refusent de partir en tournée en Angleterre en 1912 à la suite des problèmes avec le Board of Control, et ne rejouera plus en sélection.
Engagé dans la cavalerie australienne lors de la Première Guerre mondiale à partir de 1915, il est tué en Palestine lors de la bataille de Beer-Sheva (actuelle Israël) en 1917.
Un pont a été nommé en son hommage, le Albert "Tibby" Cotter Walkway, qui permet l'accès piéton au Sydney Football Stadium. Il fut bâti à l'occasion de la coupe du monde de cricket de 2015.

## Équipes
- Nouvelle-Galles du Sud (1901 - 1913)

## Sélections
- 21 sélections en Test cricket (1904 - 1912)